# La lucciola (film)
La lucciola (The Firefly) è un film del 1937 diretto da Robert Z. Leonard. Il soggetto è tratto dall'operetta The Firefly, libretto e parole di Otto A. Harbach, musica di Rudolf Friml, che fu presentata a New York il 2 dicembre 1912.

## Trama

### Canzoni
- Giannina Mia (musica e parole di Rudolf Friml e Otto A. Harbach)
- Love Is Like a Firefly (musica e parole di Rudolf Friml e Otto A. Harbach)
- He Who Loves and Runs Away (musica e parole di Rudolf Friml e Otto A. Harbach)
- When a Maid Comes Knocking at Your Door (musica e parole di Rudolf Friml e Otto A. Harbach)
- The Donkey Serenade (Chanson) (musica e parole di Rudolf Friml, Bob Wright e Chet Forrest)
- A Woman's Smile (musica e parole di Rudolf Friml, Bob Wright e Chet Forrest)
- Para la salud (di Herbert Stothart)
- Canzoni popolari spagnole di Herbert Stothart, Bob Wright e Chet Forrest; parole addizionali di Bob Wright, Chet Forrest e Carlos Ruffino.

## Produzione
Il film fu prodotto dalla Metro-Goldwyn-Mayer (MGM) (controlled by Loew's Incorporated).

## Distribuzione
Distribuito dalla Metro-Goldwyn-Mayer (MGM), il film uscì nelle sale cinematografiche USA il 5 novembre dopo una prima tenuta a New York il 1º settembre 1937.